# Nehms
Nehms là một đô thị ở huyện Segeberg, bang Schleswig-Holstein Segeberg, ở bang Schleswig-Holstein, Đức. Đô thị Nehms có diện tích 15,31 km², dân số thời điểm ngày 31 tháng 12 năm 2006 là 602 người.